# 灰鸫鹛
灰鸫鹛（学名：Turdoides malcolmi），是画眉科鸫鹛属的一种，分布于印度、尼泊尔和巴基斯坦。该物种的保护状况被评为无危。
灰鸫鹛的平均体重约为69.3克。栖息地包括种植园、干燥的稀树草原、乡村花园、耕地和亚热带或热带的（低地）干燥疏灌丛。